# معركة الرستن (مايو 2012)
معركة الرستن هي معركة جرت رحاها بتاريخ 14 مايو 2012، وذلك خلال خطة سلام كوفي أنان والتي كانت تهدف لوقف إطلاق النار خلال مرحلة النزاع المبكر من الحرب الأهلية السورية.

## الخلفية
شهدت المنطقة القريبة من الرستن المشهد الأول للصراع واشتداد المواجهات المُسلحة بين المعارضة والجيش السوري خلال عام 2011، هذا الأخير كان قد استعاد السيطرة على المدينة عدة مرات، لكنه وفي المقابل فقدها مرات أكثر لصالح المعارضة، ويُعزى سبب الصراع الكبير بين الطرفين إلى موقع المدينة الاستراتيجي الذي يقع على طول الطريق الذي يربط العاصمة دمشق بشمال البلاد، هذا وتجدر الإشارة إلى أن تضاريس المنطقة قد ساعدت الفارين من الوحدات المختلفة في شن غارات ضد الجيش السوري وضد حافلاته والحواجز التي ينصبها والتي عادة ما تكون مأهولة بالاستخبارات العسكرية والميليشيات الموالية للحكومة.

## الأحداث
بحسب المرصد السوري لحقوق الإنسان، ففي يوم 14 مايو قُتل ثلاثة وعشرين جنديا سوريًّا في مدينة الرستن خلال اشتباكات عنيفة مع المعارضة الذين قاموا أيضا بتدمير ثلاث ناقلات جند مدرعة. لكن المُعارضة نفت هذا حيث صرحت في وقت سابق من خلال مصادر محلية تابعة لها أن قائد المعارضة كان من بين عشرات الأشخاص الذين قُتلوا في القصف الثقيل للجيش والذي استهدف بشكل مُباشر منطقة الرستن مما دفع بالميليشيات التابعة للمعارضة بالرد على ما قامت به قوات ومدفعيات الجيش. وكانت مجموعة من التقارير الصادرة من وسائل إعلام مُختلفة مثل قناة الجزيرة وبي بي سي العربية قد أكدت على أن تسع مدنيين قد لقوا حتفهم جراء قصف الجيش للمنطقة؛ في المقابل فقد استولت المعارضة على ناقلات جند مدرعة وأسروا اثنين من العسكر التابع للحكومة السورية.

## بعد العملية
في حزيران/يونيو (أي بعد أقل من شهر من نشوب معركة الرستن) قامت القوات السورية بقصف منطقة الرستن باستخدام المروحيات وقذائف الهاون وأسفرَ ذلك عن قتل وجرح عدد كبير من مقاتلي المعارضة، بما في ذلك أحمد بحبوح رئيس المكتب العسكري في الرستن. وكان مراقبو الأمم المتحدة قد أكدوا على أن الجيش السوري أطلق النار على البلدات القريبة من حمص بما في ذلك الرستن من خلال المروحيات التابعة له؛ ولأول مرة قامت الأمم المتحدة أيضا بالتحقُّقِ من الطلبات المتكررة لنشطاء سوريون في مجال حقوق الإنسان يزعمون فيها أن القوات الحكومية أطلقت من طائرات عمودية عشرات الصواريخ استهدفت المدنيين بشكل مباشر. أما كوفي عنان فقد صرح أنه «يشعر بقلق بالغ إزاء ما حصل في الرستن»، في حين قال المتحدث باسم الأمم المتحدة «إن المدفعية وقذائف الهاون والمدافع الرشاشة والأسلحة الصغيرة كانت تُستخدم ضد مدينتي الرستن وتلبيسة بشكل خاص».
في 13 يوليو من نفس السنة، قام عقيد رُفقة 40 جنديا وأربع دبابات بالانشقاق على الجيش السوري الحر في الرستن؛ مما مكَّنَ مقاتلي المعارضة بشكل مباشر أو غير مباشر بالسيطرة على قرية الغنطو جنوب تلبيسة.